# Hochschule für angewandte Wissenschaften Kempten

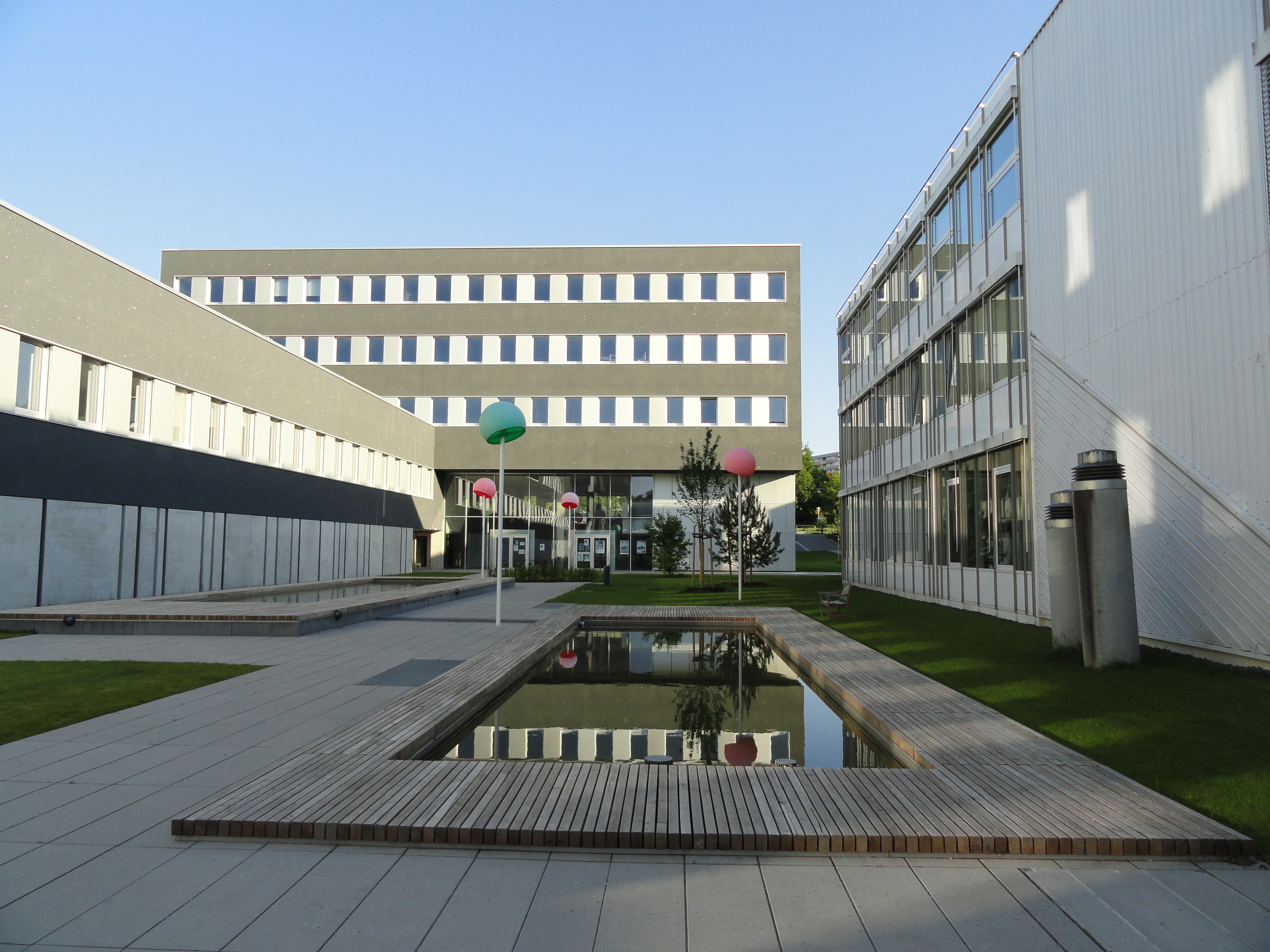
Neuester Ausbau (V.) aus dem Jahr 2011: Innenhof mit Wasserbecken und dem neuen schwarz-glänzenden kubischen Hochschulgebäude dahinter

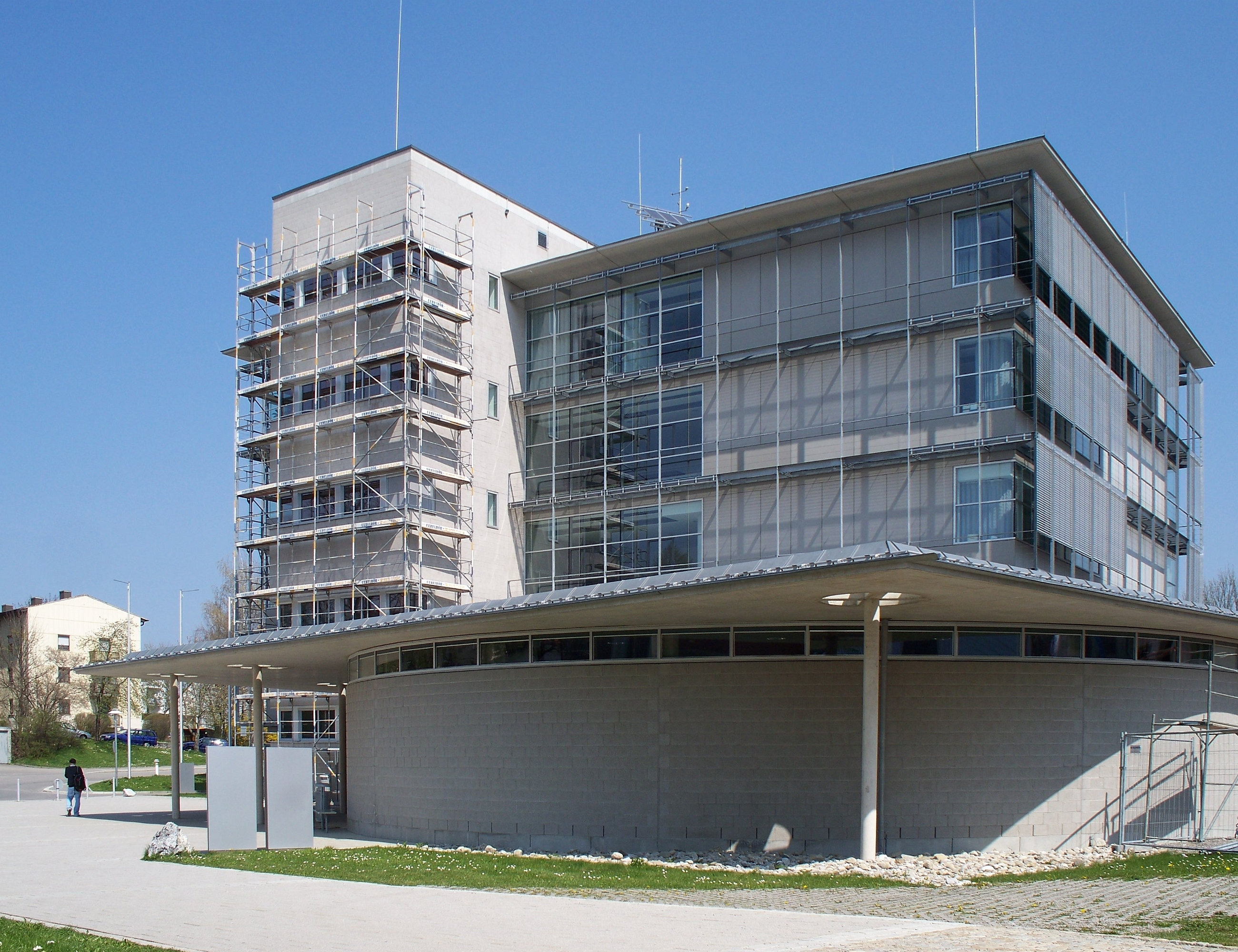
2004 eingeweihtes Hochschulgebäude mit Verwaltung (IV.)

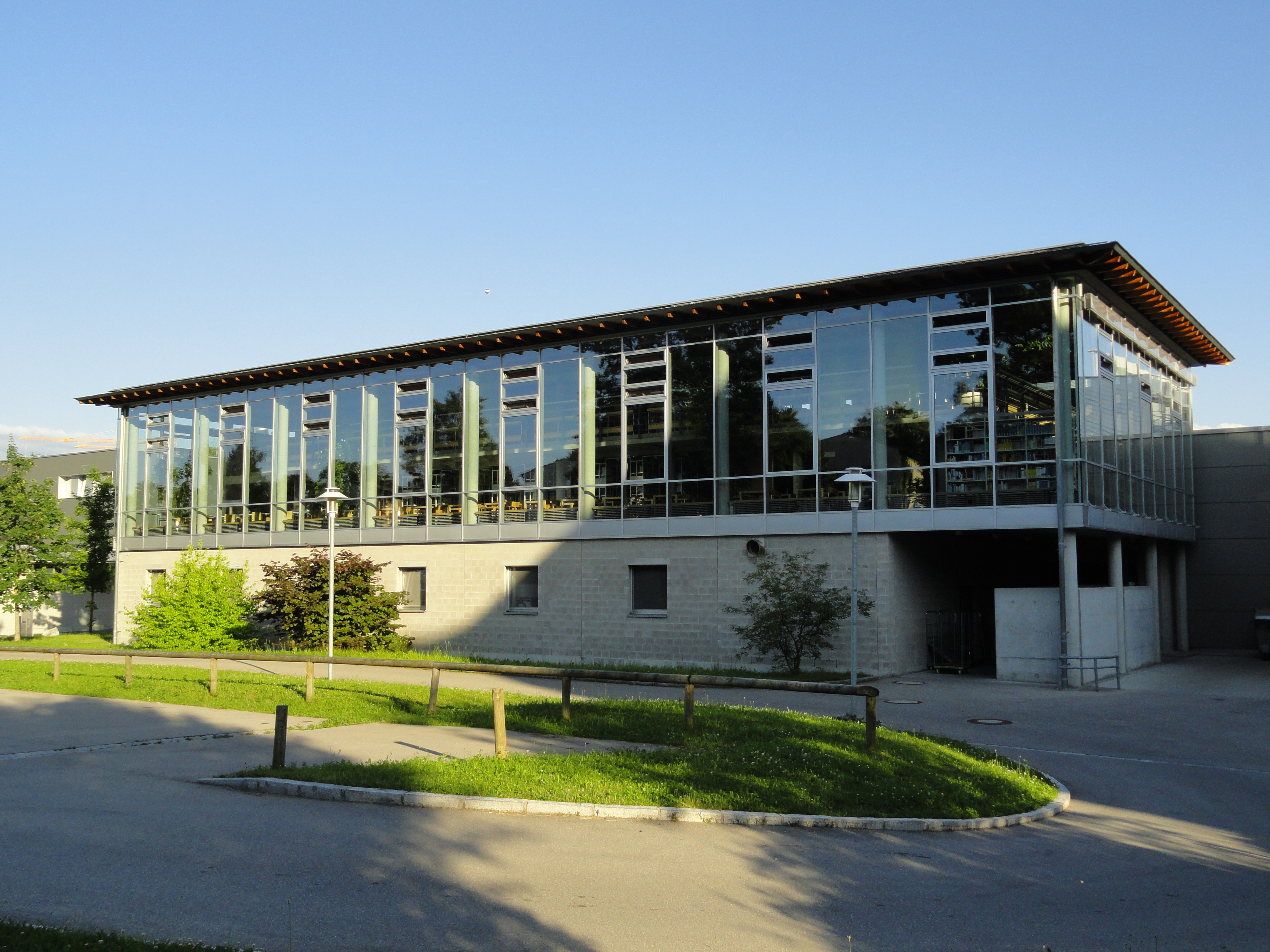
Hochschulbibliothek

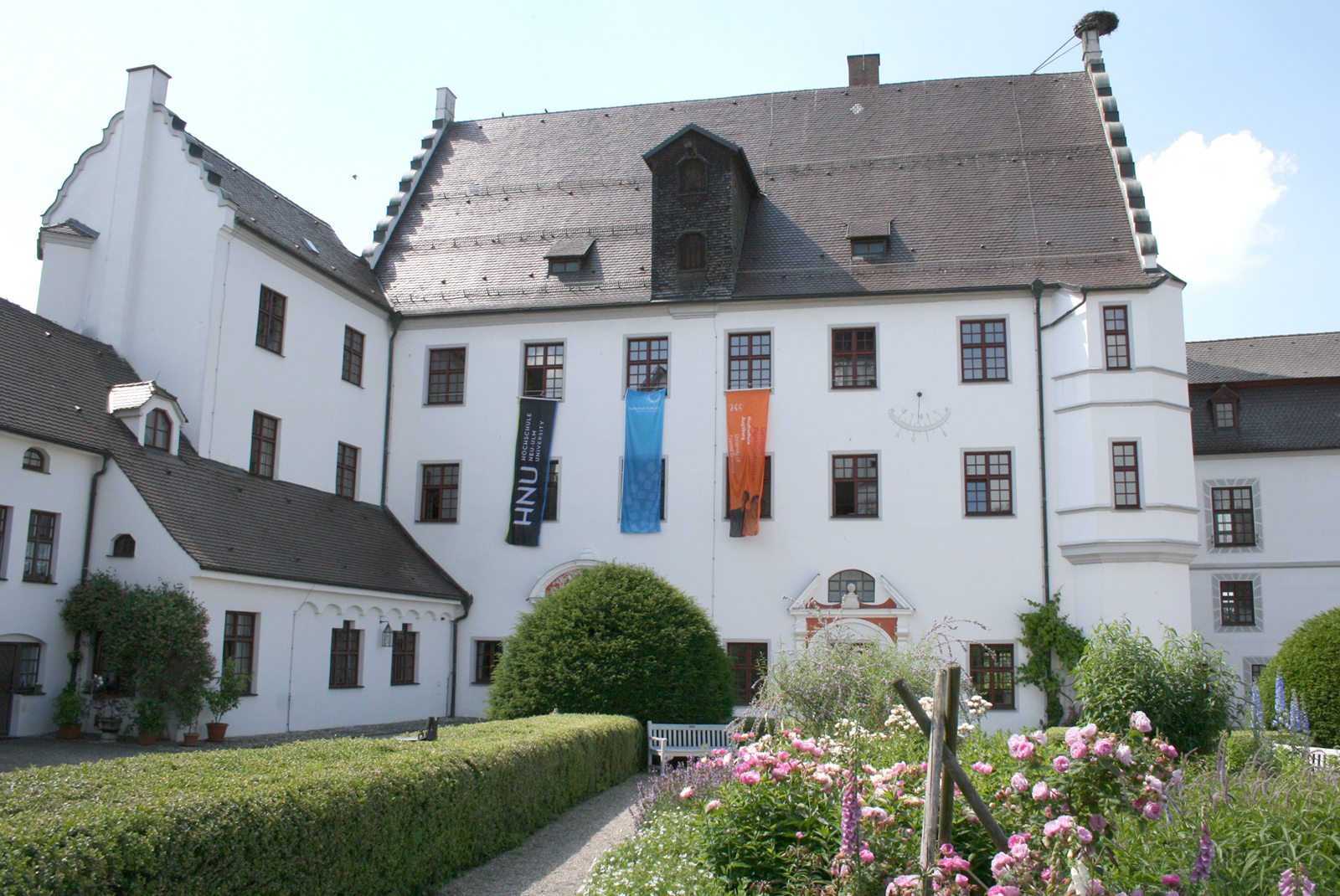
Hochschulzentrum Vöhlinschloss

Die Hochschule für angewandte Wissenschaften Kempten (kurz HS Kempten, engl. University of Applied Sciences Kempten) ist eine Fachhochschule in Kempten (Allgäu). Die meisten Hochschulgebäude befinden sich auf dem Campus in der Bahnhofstraße. Das Auditorium maximum bietet Platz für etwa 350 Personen.

## Geschichte
Im Jahr 1969 bemühte sich die Stadt Kempten mit Vertretern der lokalen Wirtschaft um die Gründung einer Alpenuniversität und ab 1972 um eine Fachhochschule. Im Jahr 1975 beschloss der Bayerische Ministerrat eine Fachhochschule in Kempten. Zwei Jahre darauf verabschiedete der Bayerische Landtag ein Gesetz zur Errichtung der Fachhochschule in Kempten; Ziel waren damals 1000 Studenten.
Der bayerische Landtag gründete die Hochschule am 27. Juni 1977 per Gesetz. Die offizielle Eröffnung war am 4. Oktober 1978.
Am 2. Oktober 1978 fing das erste Semester im Studiengang Betriebswirtschaft in angemieteten Gebäuden an der Bahnhofstraße an. Die Eröffnungsfeier fand im Fürstensaal der Fürstäbtlichen Residenz am 4. Oktober 1978 durch den bayerischen Kultusminister Hans Maier statt. Hanns Ott trat am 1. Februar 1978 sein Amt als Gründungspräsident an.
1980 kaufte der Freistaat Bayern ein etwa 42.000 m² großes Grundstück an der Bahnhofstraße (vorher Bauunternehmung Alfred Kunz). Hochschulleitung und Verwaltung zogen im gleichen Jahr provisorisch in ein Gebäude an der Immenstädter Straße ein. Zur Realisierung von ersten Schulgebäuden wurde ein Wettbewerb ausgelobt, bei dem das Architekturbüro Heid/Thumann/Frese aus Fürth den ersten Platz gewann.
Der Studiengang Maschinenbau wurde im Jahr 1982 eingeführt, im gleichen Jahr verließen die ersten Absolventen den Lehrgang Betriebswirtschaft. Aus Platzmangel mietete die Fachhochschule 1983 weitere Räume im 4P-Haus an der Kronenstraße in der Altstadt. 1984 demonstrierten Studenten für eine eigene Mensa, 198 eröffnete das Studentenwerk eine Mensa.
Im Jahr 1986 wurde die Maschinenhalle für die Fachhochschule errichtet. Im Jahr 1989 wurden die Hörsaal- und Laborgebäude Technik fertiggestellt. 1990 begann der Bau für das Hörsaalgebäude Wirtschaft. 1991 konnte der japanisch-deutsche Künstler Tomitaro Nachi seine Skulptur „Unendlichkeit“ zentral auf dem Campus platzieren, die auch das Logo der Hochschule maßgeblich beeinflusste.
1992 erhöhte sich die Zahl der Studierenden von 1000 auf 1450. Die Ausbildungsrichtung Wirtschaft bezog da ihr neues Domizil. Die Bibliothek und die Mensa zogen 1994 in ein neues Gebäude. 1995 ist die FH Kempten neben der FH Rosenheim eine Modellhochschule geworden.
Ab 1996 folgten weitere neue Studienrichtungen und Fakultäten an der FH Kempten. Die stetige Zunahme an Studenten zeigte fortlaufenden Erweiterungsbedarf an Lehrgebäuden. 1997 wurde ein Erweiterungsbau für die Fachrichtung Wirtschaft in Betrieb genommen, 1998 wurde ein Grundstück in Campusnähe erworben. Der Studienkurs Informatik wurde im Jahr 2000 eingeführt. Das Jahr darauf löste der Studiengang Elektro- und Informationstechnik den bisherigen Studiengang Elektrotechnik ab.
2003 wurde die Richtung Sozialwirtschaft eingeführt. Der IV. Bauabschnitt mit Verwaltungsräumen und Audimax für 350 Personen wurde 2004 in Betrieb genommen. Seither ist die Hochschule Kempten einhäusig.
Seit dem 30. März 2007 heißt die FH Hochschule für angewandte Wissenschaften (University of Applied Sciences). Die Studiengänge BWL, Tourismus und Informatik wurden im gleichen Jahr auf den Bachelor-Abschluss umgestellt, im Rahmen des bayerischen Hochschulausbaus wurde für Kempten eine Ausbaustufe von 1254 neuen Studienplätzen zugesichert. Der V. Bauabschnitt folgte kurze Zeit darauf auf dem 1998 erworbenen Grundstück.
Im Jahr 2008 wurden die Studiengänge Energie- und Umwelttechnik sowie Wirtschaftsinformatik eingeführt. 2010 wurde ein Gebäude dem Bibliotheks- und Mensabau neu angeschlossen. 2010 wurden drei neue Masterstudiengänge (Electrical Engineering, Global Business Development und Logistik) und zwei neue Studiengänge (Lebensmittel- und Mechatronik) eingeführt.
Seit 2009 betreibt die Hochschule Kempten gemeinsam mit den Hochschulen Neu-Ulm und Augsburg das Hochschulzentrum Vöhlinschloss in Illertissen. Die drei Hochschulen nutzen das Tagungs- und Kongresszentrum für Seminare, Fortbildungen, Konferenzen und für Existenzgründungsberatung.
Im Rahmen des bayerisch-schwäbischen Studienmodells „Digital und Regional“ der Hochschulen Kempten, Augsburg und Neu-Ulm wurde für den Studiengang Systems Engineering das Hochschulzentrum Memmingen eingerichtet. Der Studiengang Systems Engineering startete im Wintersemester 2016/2017 und wird in Teilzeit, Vollzeit und Intensiv angeboten.
Am 1. März 2011 wurde das neue Campusgebäude „Denkfabrik“ (ein gemietetes Gebäude) der Hochschulverwaltung übergeben. Am 5. Juli 2011 wurde der V. Bauabschnitt eingeweiht.
Außerdem wurde im Jahr 2011 die Fakultät Tourismus als eigenständige Fakultät aus der Fakultät Betriebswirtschaft ausgegründet. Sie sitzt seitdem im A-Gebäude „Denkfabrik“. Seit 2018 heißt die Fakultät Tourismus-Management.
Trotz sinkender Studentenzahlen errichtet die Hochschule einen zweigeschossigen Modulbau, der zum Wintersemester 2024/25 fertiggestellt werden soll, und plant darüber hinaus einen weiteren Ausbau.

## Fachbereiche und Fakultäten
Die Hochschule Kempten erhebt pro Semester 72 Euro (ab Wintersemester 2023/2024) Semesterbeitrag. Für das Semesterticket sind zusätzlich jedes Semester 30 Euro zu entrichten.
Es existieren folgende Fakultäten:
- Betriebswirtschaft
- Elektrotechnik
- Informatik
- Maschinenbau
- Soziales und Gesundheit
- Tourismus-Management
- Weiterbildung (Kempten Business School)

## Verbund und Partnerschaften
Die Hochschule gehört zum Wissenschaftsverbund Vierländerregion Bodensee (ehemals: Internationale Bodensee-Hochschule). Sie ist außerdem Teilnehmer des Projekts Partnerhochschule des Spitzensports, bei dem sie Spitzenathleten unterstützt, die zeitgleich eine sportliche Karriere und akademische Ausbildung verfolgen.
Bei mehr als 110 Partnerhochschulen im Ausland können die Studierenden von einzelnen Studienmodulen bis zum Doppelabschluss (Double Degree) unterschiedliche Auslandsaufenthalte einplanen.

## Forschungszentrum Allgäu
Im Forschungszentrum Allgäu (kurz FZA) werden Forschung und Kooperation der Hochschule koordiniert – fakultätsübergreifend und interdisziplinär. Die Aufgabenstellungen der zahlreichen Forschungs- und Entwicklungsprojekte, die im Rahmen öffentlich geförderter Forschungsprogramme und im Auftrag von Industrie und Wirtschaft durchgeführt werden, betreffen alle aktuellen gesellschaftlichen Herausforderungen unserer Zeit in den Bereichen Energie, Mobilität, Produktion und Soziale Innovationen.
Folgende Institute forschen unter dem Dach des Forschungszentrum Allgäu an unterschiedlichen Standorten der Region, um gezielt ansässige Unternehmen mit anwendungsorientierter Forschung zu unterstützen:
- BZPD – Bayerisches Zentrum Pflege Digital
- ECC-ProBell – Europäisches Kompetenzzentrum für Glocken
- EPT – Institut für Effiziente Produktionstechnik
- IDF – Institut für Datenoptimierte Fertigung
- IDT – Institut für digitale Transformation in Arbeit, Bildung und Gesellschaft
- IEAT – Institut für Energie- und Antriebstechnik
- IEES – Institut für Elektrische Energiesysteme
- IFA – Institut für Innovative Fahrzeugantriebe
- IFI – Institut für Internationalisierung
- IFM – Institut für Fahrerassistenz und vernetzte Mobilität
- IMS – Institut für Maschinelles Sehen
- IGG – Institut für Gesundheit und Generationen
- IKR - Institut für Angewandte Künstliche Intelligenz und Robotik
- ILE – Institut für Leistungselektronik
- INIT – Institut für Nachhaltige und Innovative Tourismusentwicklung
- IPI – Institut für Produktion und Informatik
- KLEVERTEC – Kompetenzzentrum für angewandte Forschung in der Lebensmittel- und Verpackungstechnologie